# Tribuna Monumental

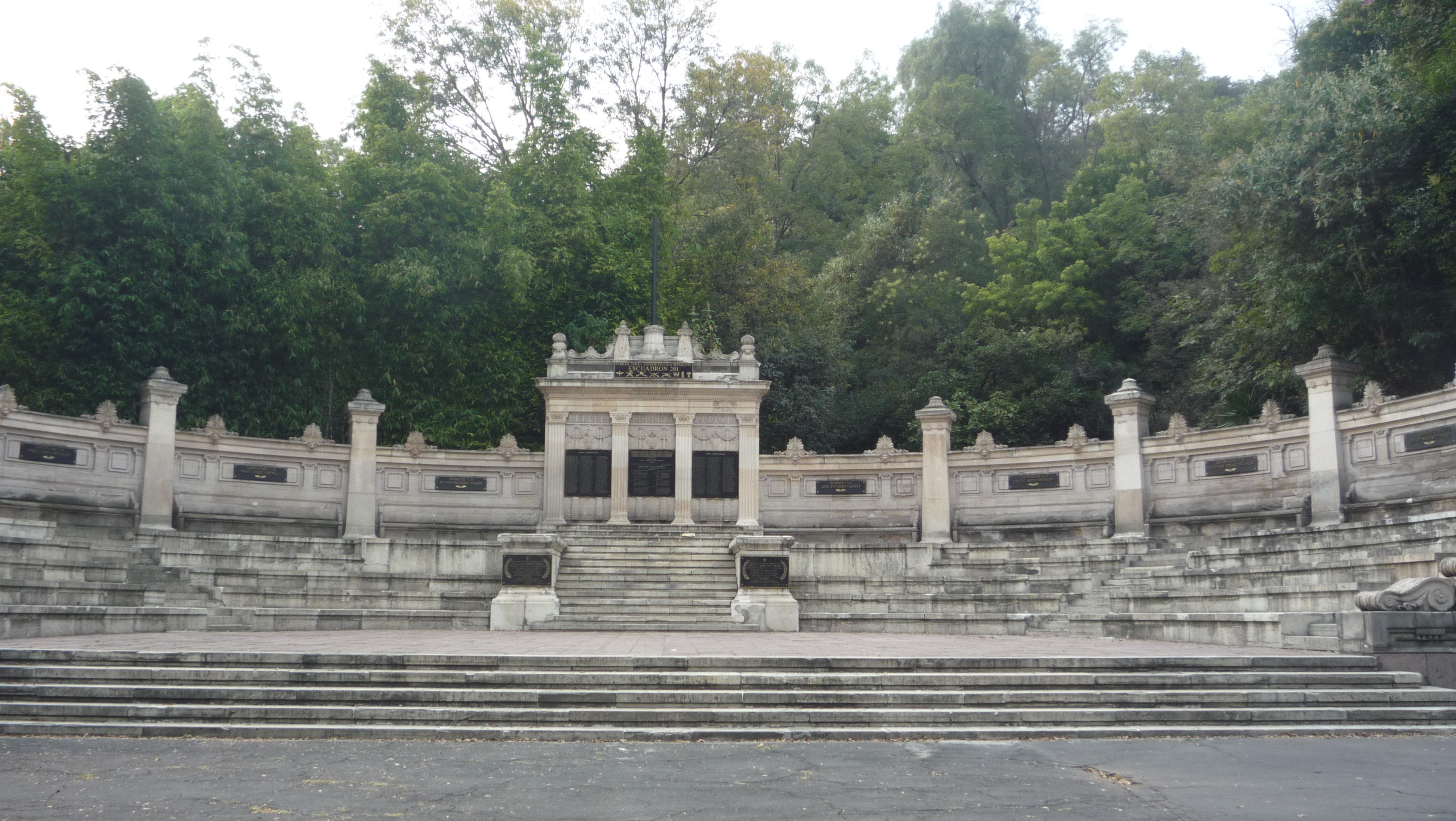
Il monumento nel 2010

La Tribuna Monumentale (in Spagnolo: Tribuna Monumental), o Monumento alle Aquile Cadute (in Spagnola: Monumento a las Aguílas Caídas), è un monumento a Chapultepec, Città del Messico, che commemora i membri dello Squadrone 201 che combatterono contro l'imperialismo giapponese sul fronte del Pacifico durante la seconda guerra mondiale. Questa unità aerea messicana partecipò alla guerra come parte della Forza Aerea di Spedizione Messicana (FAEM) nel 1945 e con 25 aerei Republic P-47 Thunderbolt, partecipando alla liberazione di Luzon, la più grande isola delle Filippine.
Nonostante il periodo di operatività, l'unità dimostrò grande efficacia, effettuando tra giugno e agosto 1945, 785 operazioni offensive e 6 azioni difensive come parte di un totale di 96 missioni di combattimento, e volando per un totale di 2842 ore, 1966 delle quali in combattimento. Dopo il bombardamento atomico delle città di Hiroshima e Nagasaki, l'Impero del Giappone si arrese. La seconda guerra mondiale si concluse con la vittoria degli Alleati e la FAEM ritornò in Messico, accolta con un imponente evento nella Piazza della Costituzione (colloquialmente chiamato Zócalo)  di Città del Messico, il 18 novembre 1945.